# 才住
才住（1681年—？），字辰巖，费莫氏，满洲镶白旗人。康熙己卯举人，癸未进士。
钦授翰林院庶吉士。

## 家族
- 高祖：莽阿图，长白山地方人。

- 兄弟立住，八品官。[2]